# Rivière-Rouge
Pour les articles homonymes, voir Rivière Rouge.
Rivière-Rouge est une ville du Québec constituée le 18 décembre 2002 de la région administrative des Laurentides. Plus précisément, elle est située à la porte des Hautes-Laurentides ainsi qu'à l'entrée de la MRC Antoine-Labelle par l'entremise de la route transcanadienne 117. Elle se trouve entre les villes de Mont-Tremblant (au sud) et de Mont-Laurier (au nord). Rivière-Rouge est à 165 km au nord-ouest de Montréal. Son centre-ville (secteur L'Annonciation) longe la rivière Rouge ainsi que la route transcanadienne 117 et le Parc linéaire le P'tit Train du Nord.
Majoritairement francophone, Rivière-Rouge est la 2e ville la plus peuplée de la MRC d’Antoine-Labelle avec ses 4 734 habitants en 2024. La langue française est la première langue parlée de 97,9 % de la population. Le centre-ville rivierougeois constitue un pôle régional permettant aux plus petites municipalités limitrophes d'obtenir des biens et services autrement inexistants sur leurs territoires.
La Ville de Rivière-Rouge est née en 2002-2003 à la suite des fusions municipales amorcées par le gouvernement du Québec. Au départ, les municipalités de L’Annonciation, de Sainte-Véronique, de La Macaza, ainsi que le Canton Marchand, ont été fusionnées. En 2004, La Macaza complète les démarches pour assurer la défusion de son territoire. La ville de Rivière-Rouge et la municipalité de La Macaza doivent assurer la gestion et l’administration de certains services par l’entremise de l’Agglomération de Rivière-Rouge.
La Ville de Rivière-Rouge participe au programme MADA (Municipalité Amie des Aînés) depuis 2013 et est membre de l'Union des Municipalités du Québec (UMQ) et de la Fédération québécoise des municipalités (FQM).

## Toponymie
La rivière Rouge est le nom du cours d'eau qui s'écoule avec un tracé sinueux à travers la grande région. Le nom de la ville a été choisi pour cette raison. La rivière Rouge se jette dans la rivière des Outaouais.

## Géographie
Rivière-Rouge est située à 165 kilomètres au nord-ouest de Montréal, à 255 km au nord d'Ottawa, à 359 km au sud-ouest de Val-d'Or et à 413 km à l'ouest de Québec. La ville est située à 46° 24' de latitude nord et à 74° 52' de longitude ouest.
Le territoire de la ville de Rivière-Rouge s'étend sur 463,19 km2. À cela s'ajoute près de 50 km2 de lacs et cours d'eau. Elle partage des frontières terrestres avec les municipalités Nominingue, Lac-Saguay, Labelle, La Macaza, L'Ascension, Chute-Saint-Philippe ainsi que le Lac-Douaire (territoire non organisé).
Trois grandes entités physiographiques constituent le territoire de Rivière-Rouge : le secteur montagneux au nord, la vallée de la Rouge (secteur L'Annonciation, Marchand et Sainte-Véronique) et le plateau intermédiaire au sud.
La ville et la région en général (incluant les municipalités de Lac-Saguay, Nominingue, L'Ascension, La Macaza, Labelle, La Minerve et La Conception) sont groupées sous le nom de la vallée de la Rouge (terme non officialisé à la toponymie du Québec) depuis plusieurs années. Ce titre a été obtenu par sa position géographique centrale, avec plusieurs services régionaux (le CISSS des Laurentides, le CLSC, l'école du Méandre, la proximité de l'établissement fédéral situé à La Macaza, l'aéroport international La Macaza-Mont-Tremblant et différents services gouvernementaux). Elle possède la population la plus élevée de toutes les municipalités de la vallée de la Rouge.

### Secteurs de la ville de Rivière-Rouge
La ville de Rivière-Rouge est composée de trois secteurs qui chacun respectent les territoires des anciennes municipalités d'avant la fusion municipale de 2002.

#### Secteur du centre-ville (Secteur L'Annonciation)
Le secteur L'Annonciation est situé au sud du territoire traversé par la rivière Rouge et le Parc linéaire le P'Tit Train du Nord. Le centre-ville longe la route transcanadienne 117 et est accessible par l'entremise de l'un des deux carrefours gitaoires situés aux extrémités de celui-ci. Le centre-ville (secteur L'Annonciation) possède un caractère urbain présentant un centre de services et de commerces pour la population de la Rouge.

#### Secteur Sainte-Véronique
Le secteur Sainte-Véronique occupe la partie nord du territoire de la Ville. On y retrouve un noyau villageois au côté nord du lac Tibériade ainsi qu'une partie du Réservoir Kiamika et le camping municipale Sainte-Véronique.

#### Secteur Canton Marchand
Le secteur Canton Marchand occupe le périmètre du secteur L'Annonciation jusqu'à la limite du secteur Sainte-Véronique.

### Municipalités limitrophes
Rivière-Rouge est constituée de deux territoires distincts:
Partie ouest:
Partie est (grandeur de moins de 1 km², et virtuellement non habitée) :

### Relief
Le paysage de Rivière-Rouge est façonné par le déplacement des glaciers à l'époque du quaternaire. La dernière glaciation terminée il y a maintenant une dizaine de milliers d'années, a façonné la physionomie et la géographie du canton Marchand et de Rivière-Rouge, laissant d'innombrables cours d'eau sur son passage. La région présente tous les traits associés au Bouclier canadien.
Le sol de la région est formé de dépôts meubles tel le sable d'alluvion (que l'on trouve le long de la rivière) et de roc. Selon l'historien Richard La Grange, « cette dernière est recouverte d'un faible manteau de till composé de sable et de gravier. Elle est composée de roches de la province de Grenville datant de 950 millions d'années. D'origine volcanique et métamorphique, les roches du Grenville comprennent le granite, le gneiss, la cinérite, l'anorthosite, le quartz, le calcaire cristallin, le grenat, l'ocre, le boulder (argile) et le graphite ».

#### Hydrographie
La région de Rivière-Rouge est riche en cours d'eau. Près de 50 km2 de son territoire, est occupé des lacs et des cours d'eau. Outre la rivière Rouge (rivière éponyme), on dénombre des centaines de lacs et un réservoir, celui du Kiamika (42,48 km2) traversé par la rivière Kiamika dans le nord-ouest de la municipalité. Soulignons les lacs Tibériade, Lanthier (1,19 km2), Cloche (0,16 km2), Malo (0,16 km2), Lacoste (1,63 km2), aux Bois-Francs (1,27 km2), Paquet (1,04 km2), Jaune (0,16 km2), Castor (0,05 km2), Boileau (0,75 km2), etc.. Au nord de la ville, par le chemin de la Mullen, on peut accéder à la confluence de la rivière Nominingue avec la rivière Rouge. À partir du lac Jaune, dans le sud-ouest de la municipalité, la rivière Preston coule vers le sud-ouest.

### Climat
Le mois le plus chaud est le mois de juillet avec une température minimale moyenne de 11°. La longueur moyenne de la saison de croissance (en jours) tourne autour des 180-187 jours.
| Mois                              | jan.   | fév.   | mars   | avril | mai   | juin  | juil. | août  | sept. | oct.  | nov.  | dec.   |
| --------------------------------- | ------ | ------ | ------ | ----- | ----- | ----- | ----- | ----- | ----- | ----- | ----- | ------ |
| Température minimale moyenne (°C) | −22 °C | −20 °C | −11 °C | −3 °C | 4 °C  | 9 °C  | 11 °C | 10 °C | 6 °C  | 0 °C  | −6 °C | −17 °C |
| Température maximale moyenne (°C) | −7 °C  | −5 °C  | 2 °C   | 10 °C | 19 °C | 23 °C | 25 °C | 24 °C | 18 °C | 11 °C | 3 °C  | −5 °C  |
| Précipitations (mm)               | 68,2   | 49,1   | 62,2   | 70,4  | 87,1  | 102,1 | 110,3 | 104,4 | 100,9 | 90    | 80,4  | 72,1   |
| Nombre de jours de précipitations | 11     | 8      | 9      | 9     | 10    | 12    | 12    | 11    | 11    | 12    | 11    | 11     |
| Enneigement (mm)                  | 494,2  | 372,1  | 296,2  | 70,3  | 2,6   | 0     | 0     | 0     | 0,5   | 25,2  | 197,5 | 506,2  |
| Ensoleillement (en heures)        | 9      | 10,5   | 12     | 13,5  | 15    | 15,5  | 15,5  | 14    | 12,5  | 11    | 9,5   | 8,5    |

### Urbanisme
| Utilisation du sol    | Superficie (en km2) | Pourcentage |
| --------------------- | ------------------- | ----------- |
| Périmètre urbain      | 6.39                | 1.4         |
| Agriculture           | 22.05               | 4.8         |
| Terres publiques      | 189.9               | 41          |
| Villégiature          | 48.10               | 10.4        |
| Rural et forêt privée | 196.74              | 42.4        |
| TOTAL                 | 463.19              | 100         |

## Histoire

### Avant la ville de Rivière-Rouge
Le territoire actuel de la ville de Rivière-Rouge, fusionné en 2002 et officialisé le 27 février 2003, était occupé par les municipalités de L'Annonciation et de Sainte-Véronique (anciennement le canton Turgeon) ainsi que la Municipalité Marchand. L'histoire du peuplement de ce territoire remonte à la fin du XIXe siècle avec les projets de colonisation de l'époque. L'Annonciation, anciennement Municipalité Marchand, est fondée en 1908, Sainte-Véronique en 1886. Quant à Municipalité Marchand, vers 1880.

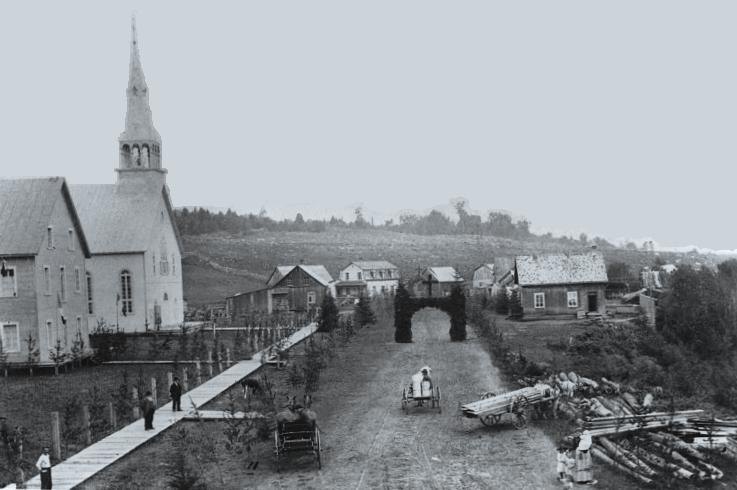
L'Annonciation, vers 1890

L’histoire de la municipalité est relatée dans quatre ouvrages: "Doulce Souvenance : histoire de L’Annonciation" de Benoit Charette (1953), "Sous le ciel de L’Annonciation" du Docteur Côme Cartier (1965), "Le Nord, mon père, voilà notre avenir" de l’historien Richard LaGrange (1986) et "Histoire de Sainte-Véronique" de Madeleine Grammond (1996, réédité par la Société d’histoire de Rivière-Rouge en 2014).

### Fusions et défusion
La ville actuelle a été créée le 18 décembre 2002. Le gouvernement provincial a obligé la fusion des municipalités de L'Annonciation, Marchand (communément appelé Canton Marchand), Sainte-Véronique et La Macaza à se joindre pour former une ville. Après un referendum tenu en 2004, La Macaza s'est défusionnée, mais les lois du Québec forcent le village de La Macaza à vivre avec certaines responsabilités partagées avec la Ville de Rivière-Rouge. Ses responsabilités sont gérées par un conseil d'agglomération. Les secteurs de la ville ont retenu les noms originaux des municipalités indépendantes: L'Annonciation, Marchand et Sainte-Véronique quoique le terme « centre-ville » s'applique au secteur L'Annonciation et le « noyau villageois » au secteur Sainte-Véronique.

### Une ville jeune
Par sa constitution en 2002, la Ville de Rivière-Rouge a procédé à divers changements. En 2004, elle inaugure son Parc industriel de la Rouge, où se trouve aussi le Complexe environnemental de la Rouge (CER). Trois ans plus tard, en 2007, le Comité de citoyens de Rivière-Rouge s'oppose au plan de rénovation du centre-ville proposé par la Ville. C'est en 2008 que le secteur Sainte-Véronique reçoit la certification de Village-Relais, titre qu'elle perd en 2019, et que la ville officialise le gentilé de la ville de Rivière-Rouge: "Riverougois(e)".
Les travaux de contournement de la route transcanadienne 117 se terminent en 2011 et le tronçon de Rivière-Rouge est officialisé le 19 septembre 2011 en présence de nombreux dignitaires.
La ville se dote d'un Plan Vert en 2012 et l'année suivante, d'une politique familiale municipale (PFM) et une démarche municipalité amie des aînés (MADA).
En janvier 2020, la Ville annonce la vente du camping municipal Sainte-Véronique ouvert à la fin des années 1960.

## Politique et administration

### Administration municipale
La ville de Rivière-Rouge a un gouvernement typique au Québec qui est formé "d'un territoire et des habitants et contribuables" qui y habitent. La ville est dirigée par un maire ou une mairesse ainsi que six conseillers, tous élus, formant le conseil municipal. En 2020, la Ville annonce que les élections municipales auront dorénavant lieux sur des districts électoraux et non plus par bloc. Ils seront au nombre de 6 et permettront à la population d'élire un conseiller municipal selon le district où ils résident.
Les séances ordinaires du conseil se tiennent le premier mercredi de chaque mois, sauf avis contraire. Elles sont, en 2020, jumelées aux séances du conseil d'Agglomération de Rivière-Rouge et se tiennent soit au secteur L'Annonciation ou Sainte-Véronique.
La Ville de Rivière-Rouge est régie par la Loi sur les cités et villes.

#### Élections
Le maire, à la suite de l'élection municipale du 7 novembre 2021, est Denis Lacasse et les membres du conseil municipal sont : Blanche Boivin (District 1), Pierre Alexandre Morin (PA) (District 2), Gilbert Therrien (District 3), Alain Otto (District 4), Claude Paradis (District 5) et Sébastien Bazinet (District 6). Alain Otto siège maintenant comme conseiller indépendant.
Les prochaines élections municipales devraient ont lieu le 5 novembre 2025.
| Rivière-Rouge Maires depuis 2003                                                                                     |                  |         |          |
| Élection | Maire            | Qualité | Résultat |
| 2003 | Déborah Bélanger |         |          |
| 2005 | Déborah Bélanger | Voir    |          |
| 2009 | Déborah Bélanger | Voir    |          |
| 2013 | Déborah Bélanger | Voir    |          |
| 2017 | Denis Charette   |         | Voir     |
| 2021 | Denis Lacasse    |         | Voir     |
| Élection partielle en italique Depuis 2005, les élections sont simultanées dans toutes les municipalités québécoises |                  |         |          |

#### Maires avant la fusion de 2002

##### Liste des maires de L'Annonciation
- Docteur Côme Cartier (1908)
- Horace Chartier (1909)
- Côme Cartier (1911)
- Osias Giroux (1913)
- Alfred Robidoux (1914)
- Ménésippe Guay (1919)
- Wilfrid Taillon (1920)
- Joseph Delisle (1922)
- Docteur Côme Cartier (1925)
- Charlemagne Denis (1932)
- Onésime Noël (1947)
- Docteur Jacques Cartier (1959)
- Rolland Pelletier (1963)
- Adrien Charbonneau (1967)
- Benoît Robidoux (1971)
- Jean-Paul Boileau (1979)
- Jocelyn Séguin (1987)

##### Liste des maires de Canton Marchand
- Herménégilde Desjardins (1887)
- Damase Charbonneau (1887)
- Herménégilde Desjardins (1888)
- Emery Chartrand (1888)
- Dosithée Boileau (1893)
- Horace Chartier (1896)
- Ferdinand Desjardins (1898)
- Docteur Josué Pineault (1901)
- Thomas Draper (1902 et 1903)
- Constant Péclet (1907)
- Ovila Robidoux (1910)
- Ferdinand Desjardins (1917)
- Ovila Robidoux (1919)
- Delphis Desjardins (1920)
- Théophile Fortin (1925)
- Delphis Desjardins (1930)
- Léonard Chartrand (1934)
- Ovila Gauvreau (1934)
- Louis Raymond (1951)
- René Richard (1961)
- Marc Robidoux (1973)
- Marc Tourangeau (1975)
- Léon Fortin (1977)
- Jacques Beaudoin (1985)

##### Liste des maires de Sainte-Véronique
- Alfred Boudrias (1904-1905)
- Urgel Legault (1905-1907, 1913-1917 et 1919-1920)
- Moïse Mercier (1907-1908)
- Paul-Émile Beaupré (1908-1909)
- Israël St-Amour (pro-maire de décembre 1909 à février 1910)
- Ovide Quévillon (1910-1912)
- Joseph Mofette (1912-1913 et 1921-1924)
- Arthur Mercier (1917-1919 et de juin 1920 à janvier 1921)
- Rodrigue Lachaîne (février à juin 1920)
- Paul Beauchamp (mai 1924 à janvier 1925)
- Philorum Lalonde (1925-1931 et 1940-1941)
- Norbert Girard (1931 à 1939)
- Hector Beaudoin (1941-1947, 1949-1951 et 1953-1957)
- Lucien Larose (1947-1949 et 1951-1953)
- Napoléon Moffette (1957-1965)
- André Brun (1965-1973 et 1979-1983)
- Réal Charette (1973-1979)
- Claude Radermaker (1983-1989)
- André Boulianne (1989-1996)
- Richard Radermaker (1996-2002)

### Palier supra municipal

#### MRC Antoine-Labelle
Rivière-Rouge est l'une des 17 municipalités faisant partie de la municipalité régionale de comté (MRC) d'Antoine-Labelle. Rivière-Rouge fait partie du secteur de La Rouge avec les municipalités de Nominingue, Lac-Saguay, L'Ascension et La Macaza. Il y a actuellement un autre processus de défusion pour Rivière-Rouge et La Macaza.
Les bureaux administratifs de la MRC d'Antoine-Labelle sont situés dans la Ville de Mont-Laurier.

### Administrations extra-municipales

#### Représentation provinciale
Au niveau provincial, la représentation à l'Assemblée nationale du Québec se fait par un député élu dans la circonscription de Labelle.
|             | Député             | Parti |
| ----------- | ------------------ | ----- |
| 2018 à ...  | Chantale Jeannotte | CAQ   |
| 2001 à 2018 | Sylvain Pagé       | PQ    |

#### Représentation fédérale
Au niveau fédéral, la représentation à la Chambre des communes du Canada se fait par un député élu dans la circonscription de Laurentides - Labelle.
|             | Député                | Parti          |
| ----------- | --------------------- | -------------- |
| 2019 à ...  | Marie-Hélène Gaudreau | Bloc québécois |
| 2015 à 2019 | David de Burgh Graham | PLC            |
| 2011 à 2015 | Marc-André Morin      | NPD            |
| 2004 à 2011 | Johanne Deschamps     | Bloc québécois |

## Population et société

### Gentilé
Le gentilé Riverougeois, Riverougeoise est employé pour désigner les habitants de Rivière-Rouge. Cette dénomination a été officialisée en 2008.

### Démographie
La Ville de Rivière-Rouge est la 2e ville la plus peuplée de la MRC d'Antoine-Labelle. En 2021 elle compte 4 631 habitants et on y compte 8,7 habitants par km2 en termes de densité de population. Avec La Macaza, Rivière-Rouge fait partie de l'Agglomération de Rivière-Rouge. Cette dernière compterait 5 472 habitants.
La population de Rivière-Rouge est relativement plus âgée: selon le profil de recensement de 2016, l'âge moyen y est de 50 ans, soit 8,1 points de plus que la moyenne du Québec. L'âge médian y est établi à 55,7 ans et est également plus élevé que la moyenne québécoise de 13,2 points. 28,4 % de la population de Rivière-Rouge avait 65 ans et plus en 2016.
| 2001  | 2006  | 2011  | 2016  | 2021  |
| ----- | ----- | ----- | ----- | ----- |
| 4 454 | 4 152 | 4 645 | 4 322 | 4 665 |

### Éducation

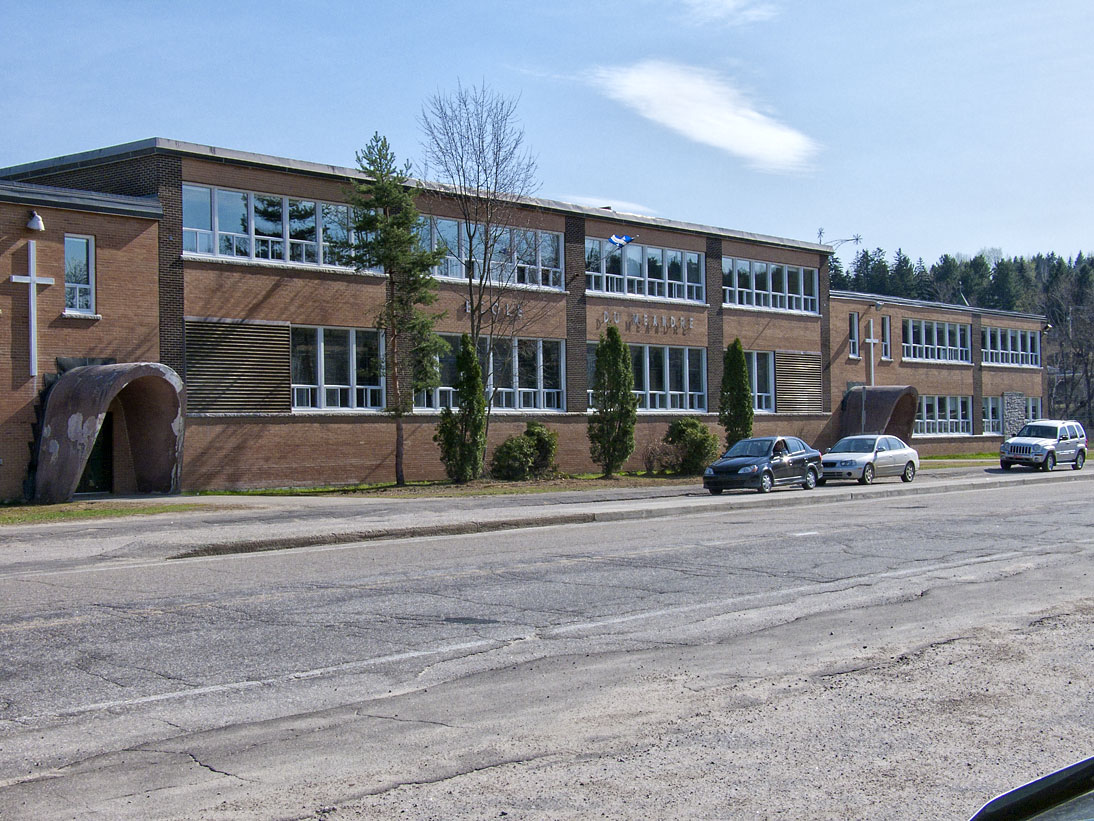
École du Méandre, autrefois l'école Sainte-Croix, dans le secteur de L'Annonciation.

Toutes les écoles francophones de Rivière-Rouge sont publiques et font partie de la commission scolaire Pierre-Neveu, maintenant Centre de services scolaire des Hautes-Laurentides depuis le 15 juin 2020. Les bureaux administratifs sont situés à Mont-Laurier. Il existe deux écoles francophones et un centre pour adultes dans la ville de Rivière-Rouge. Il n'y a aucune école anglophone sur le territoire de la ville; la plus près est située en la ville de Sainte-Agathe-des-Monts.
- L'école du Méandre (connue auparavant sous le vocable école Sainte-Croix avant le changement de loi québécoise séparant les écoles par langue et non par religion) est située dans le secteur de L'Annonciation, sur la rue du Pont. C'est l'école primaire pour L'Annonciation et Marchand, et l'école secondaire (1 à 3 seulement) pour Rivière-Rouge, La Macaza, L'Ascension, Nominingue, Sainte-Véronique et Lac-Saguay.
- L'école Christ-Roi est une école élémentaire située dans le secteur Sainte-Véronique. Elle est l’une des trois institutions scolaires qui forment les Trois sentiers [avec l’école de Nominingue et L’Ascension).
- Le centre L'Impact, pour les adultes.

Les étudiants francophones doivent poursuivre leurs études secondaires 4 et 5 à la polyvalente Saint-Joseph de Mont-Laurier, qui est la ville majeure située au nord de la MRC d'Antoine-Labelle.

### Santé
Le seul établissement hospitalier de la vallée de la Rouge, anciennement nommé l'Hôpital des Laurentides, fut construit en 1957 à la suite d'une promesse politique du député du comté et ministre de la Santé de l'époque, Albiny Paquette, résident de Mont-Laurier. L'établissement est situé nord du secteur de L'Annonciation. La construction de cet établissement permet de répondre à deux problématiques de l'époque. La première étant reliée à l'emploi dans la région et la seconde étant de répondre aux besoins grandissant en santé mentale au Québec.

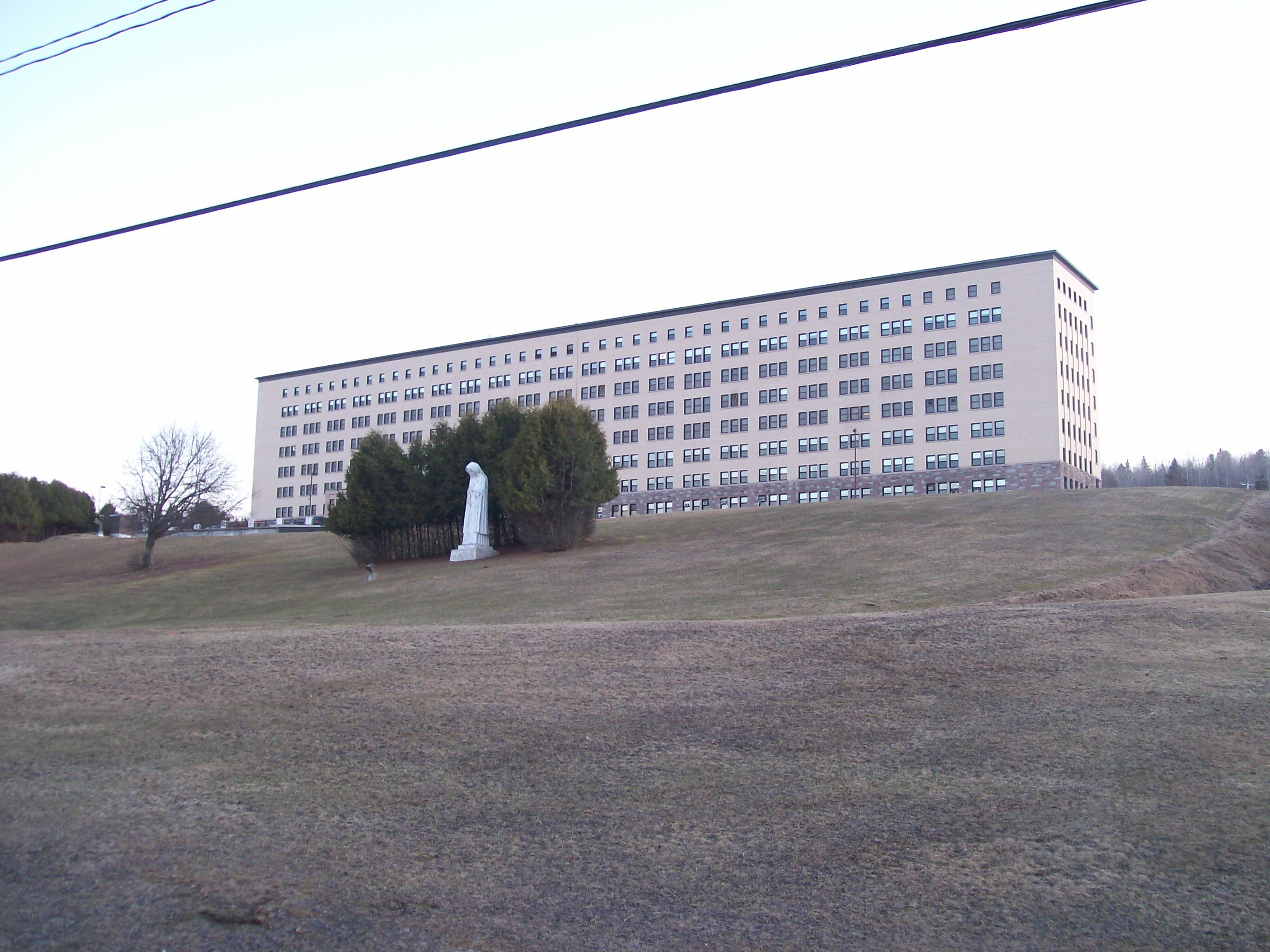
Hôpital à L'Annonciation, début construction 1957.
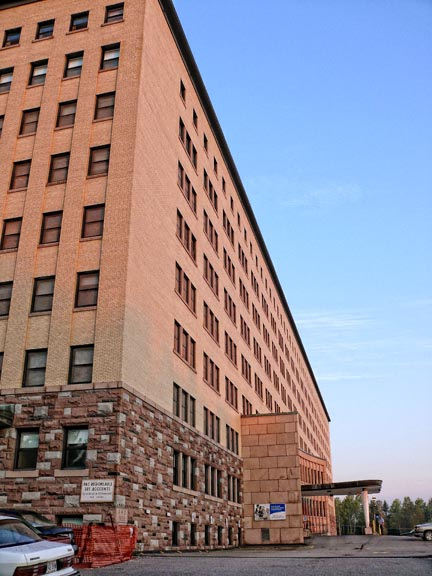
Le CSSS d'Antoine-Labelle - centre de Rivière-Rouge.

La gestion de l'hôpital est donnée aux Frères de la Charité en 1960. Les portes au public s'ouvrent en 1962. L'hôpital devient alors le plus grand employeur de la région s'oriente vers la psychiatrie. Ce n'est qu'en 1970 que l'hôpital offre des soins généraux déléguant des services en santé mentales vers d'autres centres.
L'établissement est aujourd'hui partie intégrante au Centre Intégré de santé et de services sociaux (CISSS) des Laurentides dont le siège social est situé à Saint-Jérôme. Rivière-Rouge est maintenant l'un des nombreux centres de services situés sur le territoire des Laurentides.
L'établissement est un centre désigné relativement aux services spécialisés pour les victimes d'agression sexuelle. On y pratique, entre autres, des chirurgies mineures, de la "réhabilitation fonctionnelle intensive" en psychiatrie et de la réadaptation pour déficience intellectuelle.
Le centre possède aussi la salle d'urgence la moins engorgée de toute la région (entre Sainte-Agathe-des-Monts et Mont-Laurier).
Les changements budgétaires durant les vingt-cinq dernières années ont parfois amélioré, parfois diminué les services offerts. Il arrive souvent que les patients soient transférés à Saint-Jérôme après avoir été stabilisés ou bien pour des procédures qui ne sont pas offertes au CHDL[source insuffisante].

### Âge d'Or
L'accueil Côme-Cartier (les Résidences Côme-Cartier) était situé dans le secteur de L'Annonciation, sur la rue Labelle sud. Il a reçu ses lettres patentes le 27 août 1968 et fut inauguré à la mi-avril 1971. Il se trouvait au même endroit que le couvent des Chanoinesses des Cinq Plaies du Sauveur, démoli en 1969. À l’automne 2020, le bâtiment, appartenant au CISSS des Laurentides, voit sa clientèle déplacée dans un nouveau bâtiment, la Villa Cartier, gérée indépendant du CISSS..
L'organisme les Entr'Aînés organise diverses activités pour les aînés et est membre de la FADOQ. On retrouve aussi la présence des Filles d'Isabelle et le Cercle des Fermières.

### Sécurité publique

#### Service de police
Le territoire de la Ville de Rivière-Rouge est situé dans la région appelée Outaouais-Laurentides qui elle-même est située le district Ouest comprenant également les régions Mauricie–Lanaudière et la région autoroutière du grand Montréal. Rivière-Rouge n'a pas de police municipale, mais elle dispose d'un poste satellite de la Sûreté du Québec du poste de la MRC d'Antoine-Labelle situé en son centre-ville.

#### Service de sécurité incendie, Sécurité civile et mesures d'urgence
Le service de sécurité incendie est constitué de pompiers volontaires avec trois casernes: une dans le secteur Sainte-Véronique, dans le secteur L'Annonciation (desservant Canton Marchand et L'Annonciation) et la Municipalité de La Macaza. Avant la fusion des municipalités, le village de L'Annonciation et le canton Marchand avaient un service d'incendie jumelé. La nouvelle ville continue à utiliser les bâtiments et les équipements déjà existants.
Le service actuel est aussi jumelé avec la municipalité de La Macaza et porte le nom de Régie.

## Économie

### Société de développement commerciale de Rivière-Rouge
Une société de développement commercial (SDC) œuvre sur le territoire du centre-ville de la ville et le noyau villageois du secteur Sainte-Véronique, son bureau étant situé dans la gare de L'Annonciation (1903). La SDC de Rivière-Rouge, anciennement SIDAC de L'Annonciation, existe depuis 1992 et regroupe plus d'une centaine de membres.
À l'été 2020, pour relancer l'économie pendant la pandémie causée par la COVID-19, la SDC se joint au Comité pour la relance économique de Rivière-Rouge.

### Corporation de développement économique de la Rouge (CDER)
La corporation de développement économique de la Rouge (CDER) est un organisme de développement économique œuvrant à la hauteur de l'agglomération de Rivière-Rouge. L'organisme doit gérer le FICDER (Fonds d'Investissement de la Corporation de Développement Économique de la Rouge) ainsi que le Parc industriel de la Vallée de la Rouge situé à l'extrême sud du territoire de la Ville.

### Secteur primaire
L'agriculture, avec la foresterie, fut des moteurs économiques pour la région au début de son développement. En 2010, la superficie de la zone agricole occupe 5 % (2 145 ha) du territoire de Rivière-Rouge. Toujours en 2010, 12 entreprises étaient enregistrées auprès de la MAPAQ et elles auraient généré 5 millions $ en revenus bruts. 6 étaient orientées vers la production animale (majoritairement bovins de boucherie) et les 6 autres étaient orientées vers la production végétale (en grande partie du fourrage). À elles seules, ces entreprises occupaient 1 119 ha, soit 52 % de la zone agricole de la Ville. De ces 1 119 ha, seulement 345 ha de la zone agricole (31 %) étaient cultivés. Les "pâturages naturels" occupaient 109 ha, les "boisés, acéricultures et plantations" occupaient 614 ha et 21 ha étaient considérés comme "Autres superficies non cultivées".
La foresterie fut également l'un des moteurs économiques de la région, mais son importance est décroissante depuis des dizaines d'années. Plusieurs scieries ont dû fermer leurs portes.

### Secteur secondaire
La ville de Rivière-Rouge possède un parc industriel organisé sous à la Corporation de développement économique de la Rouge. Ce parc industriel est situé à l'entrée sud de la ville. Il fait une superficie totale de 320 000 m2 sur des terres sablonneuses. On y trouve des entreprises de constructions de maisons et de charpentes ainsi que le Complexe environnemental de la Rouge (CER), anciennement la Régie intermunicipale des déchets de la Rouge (RIDR).

### Secteur tertiaire

#### Transports aériens
Une hydrobase est située sur le territoire de la ville de Rivière-Rouge. Il s'agit du siège social de Pourvoiries Air Mont-Laurier et elle est située sur le lac Tibériade.
L'aéroport international de La Macaza-Mont-Tremblant est situé à 15 minutes du centre-ville de Rivière-Rouge, tout près de l'établissement La Macaza et du lac Chaud dans la municipalité voisine (Municipalité de La Macaza) faisant partie de l'agglomération de Rivière-Rouge. L'aéroport se trouve à plus de 30 minutes du mont Tremblant.

#### Tourisme
Des activités comme la pêche et le plein air sont très prisées à Rivière-Rouge. L'environnement de Rivière-Rouge possède plusieurs attraits permettant aux touristes et villégiateurs de pratiquer des activités; on y trouve de nombreux lacs, une plage dans le secteur Sainte-Véronique, la rivière Rouge, des terrains de camping, des pourvoiries, le Club de plein air les 6 cantons, le Parc régional du Réservoir Kiamika, le parc linéaire du P'tit train du Nord, etc.

## Culture locale et patrimoine

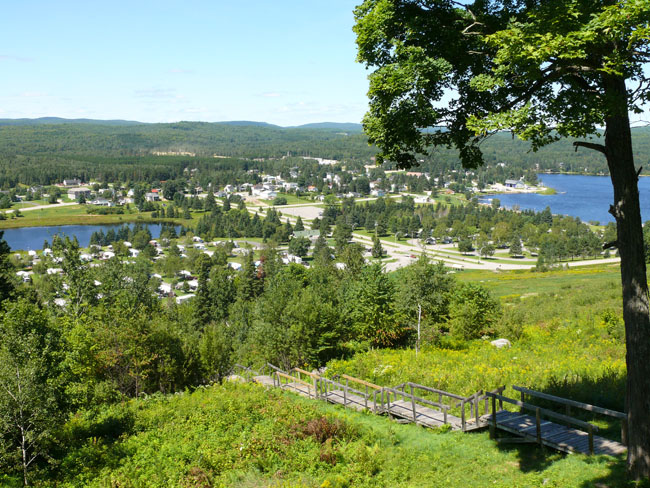
Le terrain de camping du secteur Sainte-Véronique.

### Centre sportif et culturel de la vallée de la Rouge
Le centre sportif et culturel de la vallée de la Rouge (CSCVR), communément appelé « l'aréna », possède une patinoire intérieure située dans le secteur de L'Annonciation construit en 1989. Le complexe inauguré en 1990 a aussi un casse-croûte et trois salles qui peuvent être louées pour différents usages. Depuis 2009, des travaux de rénovation majeurs ont été effectués, dont le parc de stationnement, l'ajout d'un ascenseur, de nouvelles bandes et un nouveau système de refroidissement.

### Parcs, aires de jeux et jardins
Rivière-Rouge a de nombreux parcs, court de tennis, plusieurs aires de jeux et deux jardins communautaires dans les différents secteurs de la ville.

### Parc Liguori-Gervais
Le parc Liguori-Gervais est situé sur le chemin de la Rivière Sud dans le secteur Marchand. C'est le plus grand parc municipal de la ville. On y retrouve deux terrains de balle, des terrains de soccer, la piscine municipale, des terrains de tennis, des jeux, un casse-croûte ouvert pour des occasions et un espace couvert pour des spectacles. Autrefois, chaque été, le parc était fréquenté par un grand nombre de participants à la Fête Champêtre, une célébration qui durait près d'une semaine, vers la fin juillet et le début d'août. On y célèbre maintenant la Fête nationale.
Lors de la séance du Conseil municipal du 7 février 2011, la Ville de Rivière-Rouge a annoncé le retour de la Fête champêtre. Cette dernière, absente dans le paysage des loisirs de la municipalité depuis plus de 20 ans, aura eu deux éditions sur les trois annoncées, soit en 2011 et 2012, les deux événements n'ayant pas reçu l'appui escompté auprès de la population.
Liguori Gervais était un citoyen de L'Annonciation qui a beaucoup contribué à l'essor des activités sportives pendant des décennies. Il est décédé le 13 mai 1991.

### Parc Michel-Jr-Lévesque
Le parc Michel-Jr-Lévesque est situé au bord du lac Tibériade et il longe une courte partie de la rivière du Jourdain. On y retrouve un accès à une plage, un débarcadère pour embarcations nautiques, des jeux pour les enfants ainsi qu'un terrain de volley-ball. La plage porte le nom d'un jeune homme du secteur Sainte-Véronique qui a perdu la vie lors au combat en 2007. Une plaque commémorant sa mémoire est érigée tout près de la plage.

### Parc de la Gare
Le parc de la Gare est aussi une halte routière autant pour les cyclistes et les motoneigistes qui empruntent le Parc linéaire le P'tit train du Nord que les automobilistes roulant sur la route transcanadienne 117. On trouve dans le parc la vieille gare de 1903 rénovée depuis une quinzaine d'années. À l'intérieur, le viaiteur y trouve le bureau d'accueil touristique, le bureau de la Société de développement commercial (SDC) de Rivière-Rouge et le Centre d'exposition de la gare de Rivière-Rouge, géré par le Comité culturel de la ville de Rivière-Rouge (ses activités en suspens depuis l'automne 2021). Le parc est situé au kilomètre 127 par le parc linéaire du P'tit train du Nord ou par la rue L'Annonciation Nord.
On trouve, entre autres, sur le terrain du parc des tables de pique-nique, un parc de stationnements, des jeux pour les enfants, une fontaine, un jeu d'eau, un terrain de pétanque, une scène couverte et des toilettes (incluant une douche). La Ville aménage activement le parc depuis 2016.
Le 25 juin 2011, la Ville de Rivière-Rouge célébrait sur le site le 25e anniversaire de l'action citoyenne "Sauvons notre gare!", une action qui a permis de sauver la celle-ci de la destruction en 1986.

### Parc BMX de Rivière-Rouge
Inauguré le 5 septembre 2009, ce parc de "dirt jump" se veut l'un des mieux construits dans les Laurentides et se trouve au parc Liguori-Gervais. Construit avec l'aide de la ville de Rivière-Rouge, l'apport de jeunes cyclistes de la région fut primordial. Le site est homologué par la Fédération québécoise des sports cyclistes, mais reste peu utilisé depuis son ouverture, bien qu'il a reçu un coup de pouce pour une mise à niveau en 2020.
Une importante compétition s'est tenue les 24 et 25 septembre 2011. Depuis, les jeunes semblent avoir délaissé l'endroit.

### Jardins communautaires
Il y a deux jardins communautaires sur le territoire de la ville. Le premier est installé en 2015, dans le centre-ville, derrière l'hôtel de Ville, au parc des Aînés (Adrien-Charboneau). Le second est inauguré en 2017. Il est situé dans le secteur Sainte-Véronique sur une partie du parc Michel-Jr-Lévesque au lac Tibériade.

### Arts et cultures

#### Bibliothèques municipales
Rivière-Rouge se compose de deux bibliothèques municipales : l'une dans le secteur Sainte-Véronique et l'autre, la bibliothèque Cécile-Chabot (rebaptisée ainsi en septembre 2023), dans le secteur L'Annonciation.

#### Comité culturel de Rivière-Rouge
Un comité culturel, en lien étroit avec la Ville mais indépendant par son titre d'OBNL, s'est formé en février 2012. Il a pour mission de chapeauter et d'organiser des activités pour la ville ainsi que de venir en aide aux organismes qui sont sur son territoire.

#### Centre d'exposition de la Gare de Rivière-Rouge

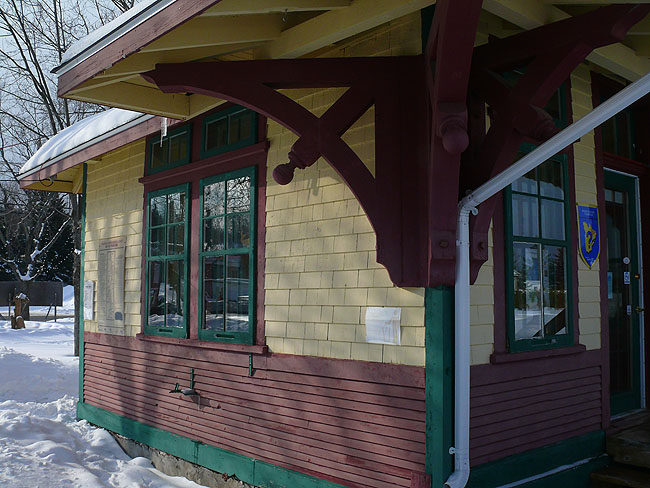
La gare de L'Annonciation (hiver 2007).

Situé au cœur même de la gare construite en 1903, le Centre d'exposition de la gare de Rivière-Rouge est géré par le Comité culturel de Rivière-Rouge. Le centre d'exposition est ouvert à l'année (sauf en temps de pandémie où il est sujet aux recommandations de la Santé publique du Québec) et offre au public des expositions d'arts visuels (peinture, dessin, photo, etc.), de même que des prestations multimédias et des conférences.
Depuis la fin 2019, le Comité culturel de Rivière-Rouge et la Société de développement commercial de Rivière-Rouge s'assurent que le centre d'exposition de la Gare puisse continuer à fonctionner.

#### Scène mobile Desjardins
En partenariat avec d'autres municipalités de la vallée de la Rouge (La Macaza, L’Ascension, Lac-Saguay et Nominingue) et de partenaires financiers, Rivière-Rouge fait l'acquisition d'une scène mobile permettant à la région d'accueillir des évènements de plus grande envergure.

#### Chorale Harmonie de la Rouge

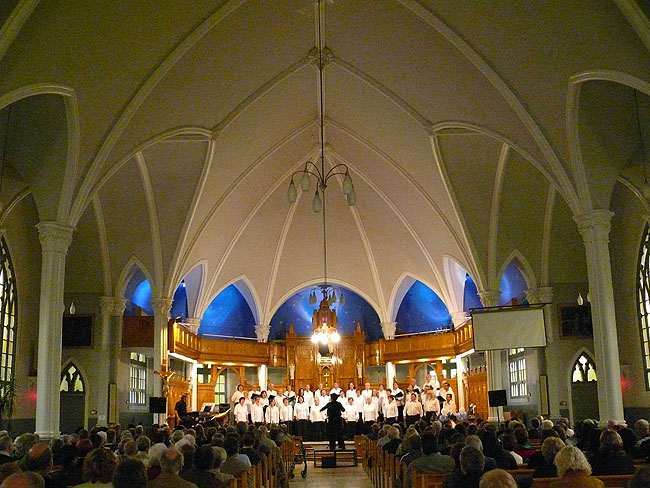
La Chorale Harmonie de la Rouge à l'église de Nominingue en 2008.

La Chorale Harmonie de la vallée de la Rouge existe depuis 1983. En 2023, elle est composée de près de 45 chanteurs et quatre musiciens. Elle donne des concerts généralement à la fin mai, début juin dans les églises de Nominingue, de L'Annonciation et de La Minerve. Depuis une vingtaine d'années, la chorale est sous la direction artistique de Claudine Millaire. Le 21 juin 2009, une partie de la chorale a participé à un tour de chant avec le regretté et célèbre auteur-compositeur et interprète Charles Aznavour dans le cadre du Mondial Chorale tenu à Laval, Québec.

#### Société d'histoire de Rivière-Rouge (SHHR)
Fondée le 26 mars 2008, la Société d'Histoire de Rivière-Rouge (SHRR) a pour mission de mettre en valeur des éléments historiques constituant le développement économique, politique, social et culturel passé et actuel. Elle réalise des activités de recherche, de partage des connaissances, de promotion et de conservation du patrimoine dans les environs des trois secteurs de la ville de Rivière-Rouge (Sainte-Véronique - anciennement le canton Turgeon, L'Annonciation et le canton Marchand).
La société possède un bulletin à la sortie irrégulière, Regards, qui présente de nombreux articles qui touchent l'histoire de la région. Elle remet occasionnellement une distinction, le Prix Samuel-Charette, à une personne qui s'est impliquée dans l'histoire de la région ; le premier récipiendaire fut l'historien Richard LaGrange en 2012 puis en 2013 à Jean-Paul Bélanger, lui aussi historien, et à Madeleine Grammond, autrice de la monographie du secteur Sainte-Véronique en 1996, ouvrage d'ailleurs réédité par la société en octobre 2014.
Le conseil administratif est composé en janvier 2024 de Ronald Mc Gregor (président), Chantal Paradis (secrétaire), Louise Lacasse (trésorière) et Rolland Leduc (administrateur).

### Plein air et camping

#### Club de plein air les Six Cantons
Le Club de plein air les Six cantons propose des sentiers de ski de fond, de raquette et de marche, ainsi que des lieux d’hébergement en forêt accessibles. Ouvert en 1978, le club comptait à l’origine un sentier de ski de fond d’une dizaine de kilomètres. Il forme maintenant un réseau aménagé sur deux sites proposant plus de 60 kilomètres de sentiers balisés, dont 44 kilomètres de ski de fond, neuf kilomètres de raquette et onze kilomètres de randonnée pédestre (qui sont des sentiers de raquette l’hiver) facilement accessibles.
En octobre 2011, le club a joint l'organisme Plein air Haute-Rouge, pour la promotion de ses installations et sa gérance. Cet organisme gère depuis deux ans le site. Le Club de plein air Six cantons est situé sur le chemin de La Macaza.

#### Parc régional du Réservoir Kiamika
Le parc régional du Réservoir-Kiamika fut inauguré en 2013. Il se trouve au nord-est du secteur Sainte-Véronique. Il a une superficie de 182 km2. Sur son territoire se trouve une réserve de biodiversité de 46,2 km2. On peut y voir une forêt ancienne qui comporte des arbres vieux de près de 175 ans. Le parc est prisé par les vacanciers et les touristes.

#### Camping Sainte-Véronique
Le camping Sainte-Véronique est un camping privé qui propose l'hébergement pour roulotte et quelques terrains de camping rustiques. Il y a quelque 200 terrains de camping. Le camping Sainte-Véronique borde le lac Tibériade, la ruisseau Jourdain ainsi que la montagne de Sainte-Véronique. Autrefois, il appartenait à la ville. Cette dernière a vendu l'établissement à un groupe d'hommes d'affaires en 2022.

#### Histoire du camping Sainte-Véronique
L'aménagement du terrain de camping de Sainte-Véronique débuta en 1967 sous l'initiative du ministre de la voirie et ministre des Travaux publics, Fernand J. Lafontaine, résident de la municipalité. La gestion fut ensuite transférée au ministère du Tourisme, de la Chasse, et de la Pêche de l'époque. C'est en 1986 que le village de Sainte-Véronique achète le camping pour 1 $.
Le 30 mars 2011, Tourisme Hautes-Laurentides désigne le site comme lauréat du Prix Desjardins dans la section « Hébergement : Campings ».
En janvier 2020, la Ville de Rivière-Rouge en annonce la vente. La vente est finalisée au printemps 2022.

#### Personnalités
Parmi les personnalités qui sont nées, qui ont habité ou résident à Rivière-Rouge (les trois secteurs), soulignons :
- Roger Leger du club de hockey les Canadiens de 1946 à 1950, auparavant au sein des Rangers de New York (1943-1944). Né à L'Annonciation, il est décédé en 1965 et est inhumé dans le vieux cimetière avec sa famille.
- Jacqueline Gareau, marathonienne, gagnante du Marathon de Boston en 1980, après une controverse qui a fait les manchettes dans le monde, est née à L'Annonciation.
- l'écrivaine Cécile Chabot (décédée en 1990, est née à L'Annonciation le 11 septembre 1907. La bibliothèque du secteur L'Annonciation porte maintenant son nom.
- les acteurs Marina Orsini et Gaston Lepage
- les politiciens Fernand Lafontaine (décédé en 2011), Stéphane Dion, Henri Drouin (décédé en 1992)
- les auteurs-compositeurs Lucien Brien (Non papa pour Ginette Reno et quelques succès des Classels, entre autres) et Pierre Harel (cofondateur du groupe Offenbach et cofondateur des formations Corbeau et Corbach)
- l'illustrateur et créateur de bande dessinée Denis Rodier (La Bombe, Superman, Batman, Captain America), originaire de Nominingue (1963) et au temple de la renommée de la BD canadienne.
- le soldat Michel Jr. Lévesque, décédé au combat à la suite de l'explosion d'un engin explosif improvisé le 17 novembre 2007[40] au cours de la guerre d'Afghanistan, alors qu'il servait au sein du 3e bataillon du Royal 22e Régiment. Il est inhumé au cimetière du secteur Sainte-Véronique. La plage du secteur porte son nom et une plaque est érigée en sa mémoire.

#### Spectacles et tournages
Rivière-Rouge a été choisie pour le tournage de la dernière émission de la cinquième saison de La Petite Séduction. Le tournage a eu lieu dans les trois secteurs de la ville du 14 au 16 juillet 2010 avec l'artiste invité Christian Bégin. La télédiffusion de l'épisode à Radio-Canada a eu lieu le 18 août de la même année.
En janvier 2019, Rivière-Rouge a vu une équipe de tournage s'installer sur le réservoir Kiamika complètement glacé dans le but de produire un film promotionnel dont les images ont été utilisées par Nissan Canada ainsi que l'émission Propulsion diffusée sur la chaîne à TVA Sport.
Le 14 juillet 2019, Gregory Charles, accompagné d'Alexandre Da Costa, a donné une prestation au parc Michel-Jr.-Lévesque au lac Tibériade dans le cadre du Festival International Hautes-Laurentides. De plus, Gregory Charles fut également au Parc régional du réservoir Kiamika pour tourner un vidéo-clip pour sa chanson Larme du printemps.
Le réalisateur de Labelle, Philippe Cormier, a tourné quelques séquences de son long-métrage Lorsque le coeur dérange au Centre de services de Rivière-Rouge (l'hôpital).

## Médias

### Journaux
Un média écrit est distribué à Rivière-Rouge: l'hebdomadaire L'info du Nord Vallée de la Rouge (autrefois L'Information du Nord Vallée de la Rouge). Depuis le 24 mai 2023, il n'est disponible qu'en dépôt à plusieurs endroits dans la Vallée de la Rouge. On peut aussi le consulter sur son site Web respectif.
En septembre 2017, l'un des propriétaires de Sonème Hebdo, Sylvain Lacasse, possédant le journal Le Courant des Hautes-Laurentides (maintenant L'info de la Lièvre) et la radio CFLO, met la main sur les journaux appartenant à TC Média,: L'Information du Nord Mont-Tremblant, L'Information du Nord Sainte-Agathe et L'information du Nord Vallée de la Rouge, sous l'empreinte InMédias. 
À la fin de 2019, différents journaux de la région et de l'Outaouais sont réunis sous une même bannière nommée In Médias et change les noms des trois journaux. Cette entité vendra ses journaux à l'entreprise Médialo le 1er juillet 2023.

### Radios
La radio FM de Mont-Laurier, CFLO diffuse à Rivière-Rouge et Mont-Tremblant. CFLO possède un son à caractère francophone et des années 1980, 1990 et 2000, un penchant marqué sur le folk rock et populaire dû à des quotas à respecter de la CRTC. La ville capte aussi les ondes, entre autres, de CIME-FM et Ici Radio-Canada Première (anciennement la radio de Radio-Canada). Cette dernière présente surtout des émissions d'information et de culture.

## Transports
La voiture personnelle est la manière de se déplacer la plus utilisée à Rivière-Rouge. En 2016, 86,6 % des gens faisant la navette à Rivière-Rouge sont conducteurs. Le transport à pied arrive en second avec 7 %.

### Réseau routier et autoroutier
Rivière-Rouge est accessible par deux carrefours giratoires situés à ses extrémités sud et nord (kilomètres 160 et 166) sur la route transcanadienne 117. 
Au nord, la route 321 coupe la ville. Cette voie mène aux municipalités de Nominingue et L'Ascension.
La Ville entretient un réseau routier de près de 235 kilomètres sur ses trois secteurs.

### Transport TaCL
Depuis 21 septembre 2009, il est possible de prendre le transport collectif pour se diriger vers des villes et municipalités situées au sud de Rivière-Rouge. La ville fait partie de la zone nord du service L'Inter des Laurentides. De Rivière-Rouge, il est possible de se rendre à Labelle, La Conception et à Mont-Tremblant.

### Transport Adapté et Collectif d'Antoine-Labelle (TACAL)
Il est également possible de se déplacer vers le nord dans la MRC d'Antoine-Labelle grâce aux services du Transport Adapté et Collectif d'Antoine-Labelle (TACAL). La TACAL utilise les réseaux de transport scolaire et de transport adaptés pour permettre des déplacements sur son territoire qu'est la MRC d'Antoine-Labelle.
La Ville de Rivière-Rouge a signifié son intention de ne plus payer pour le service du TACL, soulignant le manque de passagers pour assurer une certaine rentabilité au coût qu'elle débourse annuellement, environ 45 000 $.

### Travaux routiers

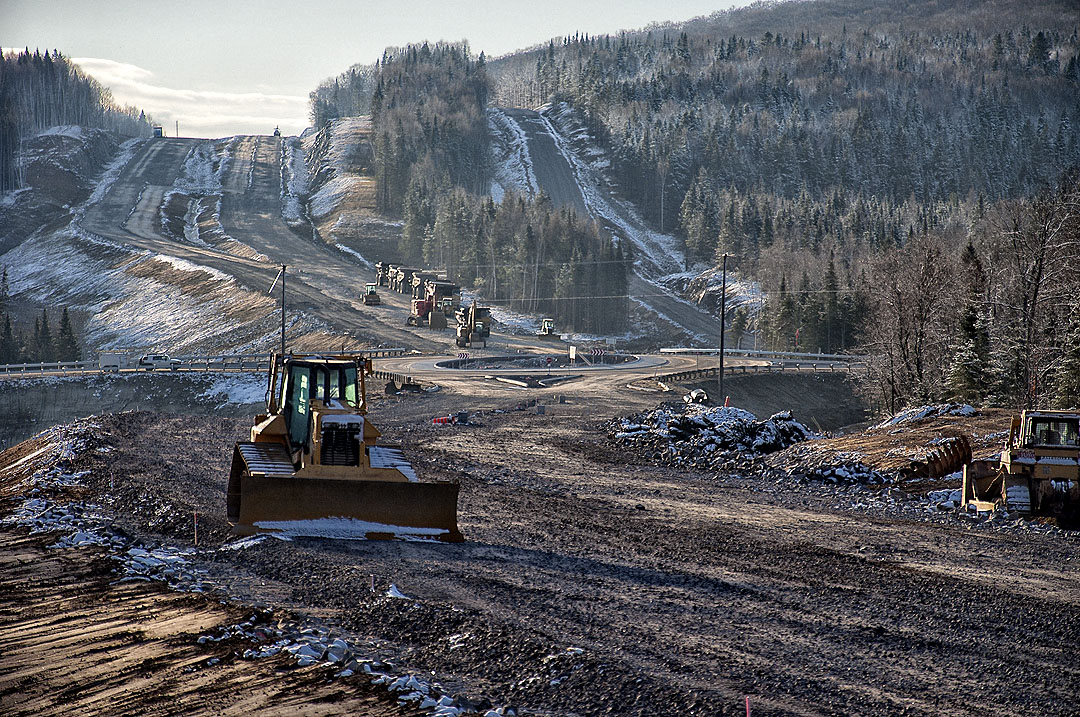
Travaux de la route 117 pour le contournement de Rivière-Rouge.

Au cours des 30 dernières années, il y a eu plusieurs projets d'amélioration pour la route 117 qui passait dans le secteur de L'Annonciation afin de soulager la congestion routière. La rue de L'Annonciation (auparavant rue Principale) est très étroite dans le centre du village avec seulement une voie dans chaque direction. Ajoutez le trafic forestier en direction sud et le grand nombre de personnes qui viennent passer les fins de semaine ou l'été dans leurs chalets au nord. Lors des vacances ou des jours fériés, il y avait souvent une file d'attente de plus de cinq kilomètres en attente pour la signalisation au centre du secteur L'Annonciation.
Le gouvernement québécois a entrepris un projet d'amélioration routière qui consistait à construire une nouvelle route qui passerait à l'ouest du secteur L'Annonciation (maintenant centre-ville), commençant au sud à environ 2 kilomètres et qui rejoindrait la route actuelle près de la route 321 sud. Il y a aussi une sortie qui descend jusqu'au centre de la ville par la montée Marois qui mène à l'aéroport international La Macaza-Mont-Tremblant.
La voie de contournement a été inaugurée le 19 septembre 2011. Cette nouvelle route permet de réduire de 75 % la congestion de la circulation dans la ville et permet à Rivière-Rouge d'apporter des améliorations au centre-ville. Les travaux annoncés à près de 40 M$ auront finalement coûté 51,5 M$.
Le gouvernement québécois examine de nouveaux projets d'améliorations de la route 117, de Labelle à Mont-Laurier, qui rallongeraient la route, et ajouteraient une séparation entre les voies de directions opposées, des bandes rugueuses. Il a annoncé à Rivière-Rouge le 26 septembre 2020, par la voix du ministre des Transports François Bonnardel, la bonification de la route 117 entre Labelle et Rivière-Rouge, un projet de quatre voies attendu depuis plus de 25 ans par les élus. Les travaux ont débuté en 2022 dans le secteur de Labelle et se poursuivront en trois phases jusqu'en 2028 à Rivière-Rouge.

### Cyclisme
Le centre-ville est traversé par parc linéaire Le P'tit train du Nord. Il est possible d'y accéder à divers endroits à même le centre-ville. Le parc de la Gare, située au KM 129, permet aux cyclistes de se restaurer et d'utiliser un bloc de services.

## Complexe environnemental de la Rouge
Le Complexe environnemental de la Rouge (CER), autrefois nommé la Régie intermunicipale des déchets de la Rouge (RIDR), a ouvert son site en décembre 1981. Quant à la régie, elle est créée en novembre 1991. 
Le complexe regroupe près de 25 membres (villes et municipalités) de deux MRC (d’Antoine-Labelle, des Laurentides). Elles convergent leurs matières sur le site d’enfouissement de la CER situé à l’extrémité sud de la ville. Le complexe œuvre aussi dans le recyclage et la gestion des matières organiques (compostage).
Sur le conseil d’administration de la CER siègent divers élus des municipalités membres. En janvier 2024, sa directrice générale est Marlène Perrier et son président, Frédéric Broué.
Rivière-Rouge possède deux écocentres : dans le secteur centre-ville et le secteur Sainte-Véronique. Par ailleurs, la collecte des trois bacs (noir, brun et vert) est effectuée par la Régie de collecte environnementale de la Rouge, aucun lien avec la CER, sous la gouvernance de la ville de Rivière-Rouge et les municipalités de La Macaza et Nominingue.

#### Ouvrages
- Richard LaGrange et Municipalité du Village de L'Annonciation (Rivière-Rouge), Le Nord, mon Père, voilà notre avenir...: une histoire de L'Annonciation et de Canton Marchand, Municipalité du Village de L'Annonciation, 1986, 324 p. Monographie.
- Madeleine Grammond, Histoire de Sainte-Véronique, Mont-Laurier, Comité des fêtes du centenaire, 1996, 150 p.  (ISBN 2-9805098-0-9) Monographie. / réédité par la Société d'histoire de Rivière-Rouge (SHRR) en 2014, 150 p.
- Frère Samuel (Jean-Benoit) Charette, Doulce Souvenance: Histoire de L'Annonciation, Granby, Québec, 1953, 253 p. Monographie. L'ouvrage a connu deux éditions la même année. - Épuisé
- Docteur Côme Cartier, Sous le ciel de L'Annonciation, Montréal, Pierre desMarais - imprimeur, 1965, 127 p. / réédité avec ajouts en 2008, 158 p. Réminiscences. - Épuisé
- Jean-Guy Paquin, Au pays des Weskarinis, Gatineau, Jean-Guy Paquin - éditeur, 2014, 160 p. - Épuisé
- Maurice Lalonde, Notes historiques sur Mont-Laurier, Nominingue et Kiamika, Montréal, compte d'auteur, 1937, 228 p. - Épuisé
- Laurent Charette Larose - Weber Tiécoura D'Orléans Jean-Baptiste, Esquisse de la biographie d'une des figures emblématiques de la ville, Laurent Charette Larose, Montréal, Éditions LOF, 2008, 204 p. - Épuisé
- Laurent Mercure - Weber Tiécoura D'Orléans Jean-Baptiste, Le véritable Laurent Mercure, Montréal, Éditions LOF, 2009, 182 p. - Épuisé

#### Documents de la Ville de Rivière-Rouge
- Ville de Rivière-Rouge, Règlement numéro 180 relatif au plan d'urbanisme, 2011. (PDF Lire en ligne)
- Ville de Rivière-Rouge, Politique familiale municipale et démarche municipalité amie des aînés (MADA): Un projet rassembleur, 2011. (PDF Lire en ligne)
- Léger Marketing, Évaluation de la satisfaction des Riverougeois à l'égard des services municipaux, 2012, 105 p. (PDF Lire en ligne)
- Ville de Rivière-Rouge, 10e anniversaire de la Ville de Rivière-Rouge : La naissance d'une Ville, 2013, 4 p. (PDF Lire en ligne)

#### Guides
- Collaboration, La Route du Lièvre Rouge - Ville de Rivière-Rouge, 2016, 38 p. (PDF Lire en ligne) - Édition papier épuisée
- Collaboration, Guide d'interprétation du Parc linéaire Le P'tit Train du Nord - Section Antoine-Labelle: Attraits environnementaux et patrimoniaux, 2008, 54 p. (PDF Lire en ligne) - Édition papier puisée
- Collectif sous la direction de Richard LaGrange, La Vallée de la Rouge, circuit patrimonial de La Conception à Lac-Saguay, Société du patrimoine de la Vallée de la Rouge, 1981, 60 p. - Épuisé